# Lei do Governo Local de 1972
A  Lei do Governo Local de 1972 (Local Government Act 1972; c 70) é um Acto do Parlamento no Reino Unido que procedeu a alterações no governo local da Inglaterra e País de Gales em 1 de Abril de 1974.
A lei definiu dois níveis de condados metropolitanos e não-metropolitanos e conselhos distritais que ainda se encontram em utilização em grandes partes da Inglaterra, apesar de os conselhos de condados metropolitanos terem sido abolidos em 1986, e tanto os conselhos de condados e de distritos terem sido substituídos por autoridades unitárias em muitas regiões na década de 1990.
Também no País de Gales, esta lei estabeleceu um padrão semelhante de condados e distritos, mas desde então que foram substituídos, por inteiro, por um sistema de autoridades unitárias.
Em 1973, tiveram lugar eleições para as novas autoridades, as quais tiveram um papel de "autoridades-sombra" até à data de início de mandato. As eleições para os conselhos de condados ocorreram em 12 de Abril; para os distritos metropolitanos e Galeses a 10 de Maio; e para os conselhos distritais não-metropolitanos a 7 de Junho.